# Неџад Мулабеговић
Неџад Мулабеговић (1981) је хрватски атлетски репрезентативац, специјалиста за бацање кугле. Двоструки је учесник Летњих олимпијских игара и рекордер Хрватске у бацању кугле у дворани. У почетку атлетске каријере је бацао и диск. Члан је ХААК Младост из Загреба.

## Значајнији резултати
| Сезона | Такмичење                    | Локација                | Плас. | Резултат | Детаљи |
| ------ | ---------------------------- | ----------------------- | ----- | -------- | ------ |
| 2000.  | Светско јуниорска првенство  | Сантијаго де Чиле, Чиле | 12    | 17,23    |        |
| 2003.  | Летња универзијада           | Тегу, Јужна Кореја      | 3     | 19,99    |        |
| 2004.  | Летње олимпијске игре        | Атина, Грчка            | 29    | 19,07    |        |
| 2006.  | Европско првенство           | Гетеборг, Шведска       | 15    | 19,48    |        |
| 2007.  | Светско првенство            | Осака, Јапан            | 27    | 18,69    | [ 1 ]  |
| 2008.  | Летње олимпијске игре        | Пекинг, Кина            | 29    | 19,25    | [ 2 ]  |
| 2009   | Европско првенство у дворани | Торино, Италија         | 15.   | 18,96    | [ 3 ]  |
| 2009   | Зимски куп Европе у бацањима | Los Realejos, Шпанија   | 3     | 19,69    | [ 4 ]  |
| 2009   | Светско првенство            | Берлин, Немачка         | 29    | 19,15    | [ 5 ]  |
| 2009   | Медитеранске игре            | Пескара, Италија        | 3     | 19,85    |        |
| 2010.  | Европско првенство           | Барселона, Шпанија      | 6     | 20,56    | [ 6 ]  |
| 2011.  | Европско првенство у дворани | Париз, Енглеска         | 4     | 20,43    |        |
| 2012.  | Европско првенство           | Хелсинки, Финска        | 11    | 19,26    | [ 7 ]  |
| 2012.  | Летње олимпијске игре        | Лондон, УК              | 18    | 19,86    | [ 8 ]  |
| 2013   | Европско првенство у дворани | Гетеборг, Шведска       | 16.   | 19,42    | [ 9 ]  |

## Лични рекорди
- Бацање кугле — 20,66 м Кинкстон, 2012.
- бацање кугле дворана — 20,43 м Париз, (2011) НР
- Бацање диска — 54,48 м West Lafayette, 2004.